# Il granatiere Roland
Il granatiere Roland è un film muto italiano del 1911 diretto da Luigi Maggi.

## Trama
Congedato dall'Armata Napoleonica dopo aver partecipato alla campagna di Spagna, Roland torna al paese natio per sposare Elena, sua fidanzata. Lei però, stanca di aspettarlo, ha sposato un ufficiale. Per dimenticarla Roland decide di arruolarsi ancora nei granatieri: è la vigilia dell'invasione della Russia da parte di Napoleone.
Roland viene destinato all'unità del tenente Henry e pochi giorni dopo scopre che è proprio costui che Elena ha sposato. Ma quando l'ufficiale resta ferito, Roland lo assiste durante l'incendio di Mosca e la ritirata nella steppa gelata. Sulla Beresina è Roland a difendere il passaggio del fiume e grazie a ciò Henry ed Elena potranno salvarsi, mentre il corpo del Granatiere giace riverso sulla neve.

## Realizzazione del film
Conosciuto anche con il titolo Il passaggio della Beresina, Il granatiere Roland venne creato dall'infaticabile lavoro di soggettista svolto da Arrigo Frusta per la "Ambrosio film" di Torino nei suoi primi anni di tumultuosa attività. Esso fu tra i primi ad essere classificato nella "Serie Oro" nella quale quella casa di produzione inseriva le proprie opere ritenute di maggior prestigio e rilievo. Luigi Maggi ne viene considerato il "regista", anche se qualche commentatore ha avanzato dubbi in proposito.

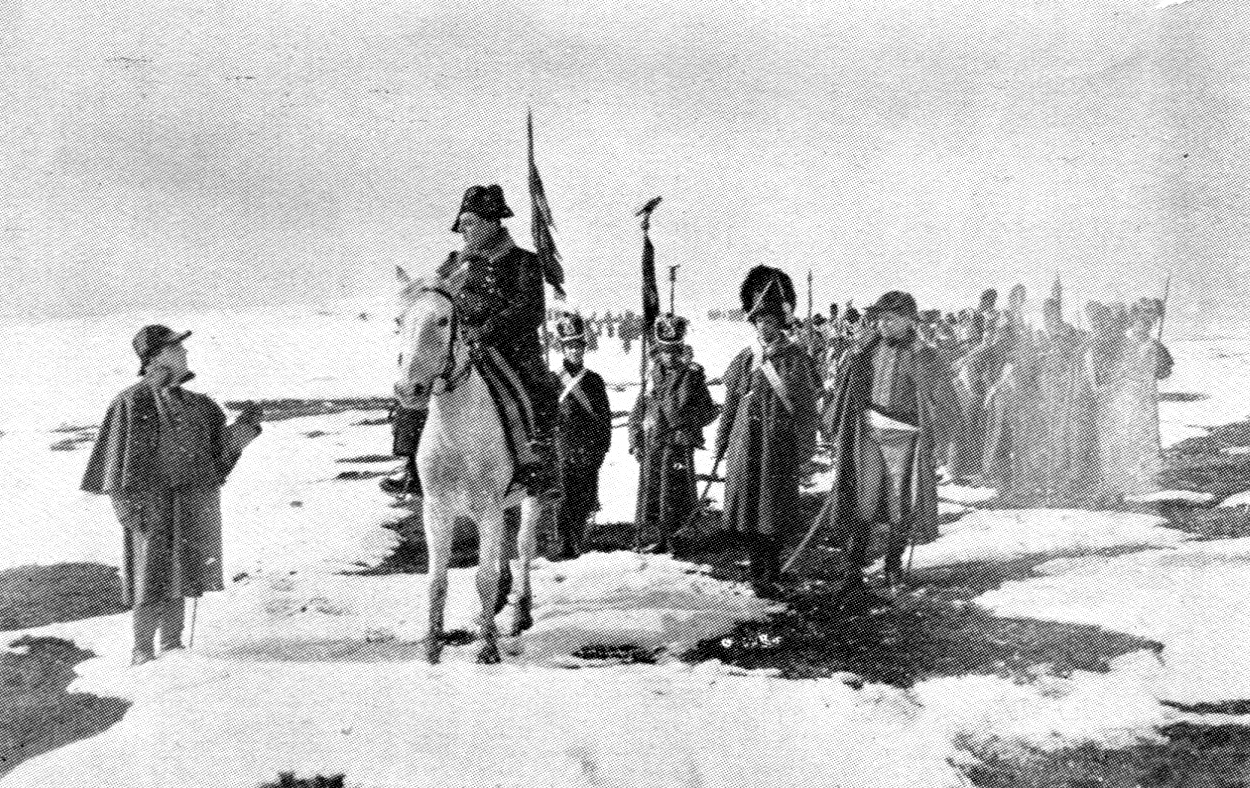
Fotogramma del breve film della "Ambrosio" in cui compare il soggettista Arrigo Frusta nel ruolo di Napoleone

Il breve film venne interpretato da due attori che, benché ancora lontani dal fenomeno del "divismo", si erano già affermati come una delle coppie stabili più rinomate ed affiatate del cinema italiano del tempo, Capozzi e la Tarlarini, che insieme parteciparono anche a diverse altre pellicole di genere storico. Ad essi, in questo caso, si affiancò sul "set" lo stesso Arrigo Frusta che, da ideatore del racconto venne trasformato in attore per impersonare Napoleone e mandato sul "set" in una situazione produttiva che in quegli anni non conosceva ancora una netta distinzione di ruoli. Una circostanza dovuta al fatto che la produzione non era riuscita a trovare un attore che fosse in grado di impersonare l'Imperatore con un adeguato portamento.
Il film fu girato nel 1910, e venne poi distribuito l'anno successivo (il visto di censura è dell'aprile 1911). Per le riprese esterne la "Ambrosio" utilizzò un campo di esercitazione di tiro per artiglieria sito a Vanda San Maurizio a circa 20 km. da Torino, in cui vi erano ambienti che potevano richiamare quelli della steppa russa. La quantità di riprese esterne, fatto innovativo per l'epoca, richiese un consistente sforzo produttivo: scenografie dipinte dai pittori Bonifanti e Decoroso su telai di grandi dimensioni, impiego di circa 100 cavalli, scrittura di 400 comparse e relativi costumi, poi riutilizzati per altri film "napoleonici". 

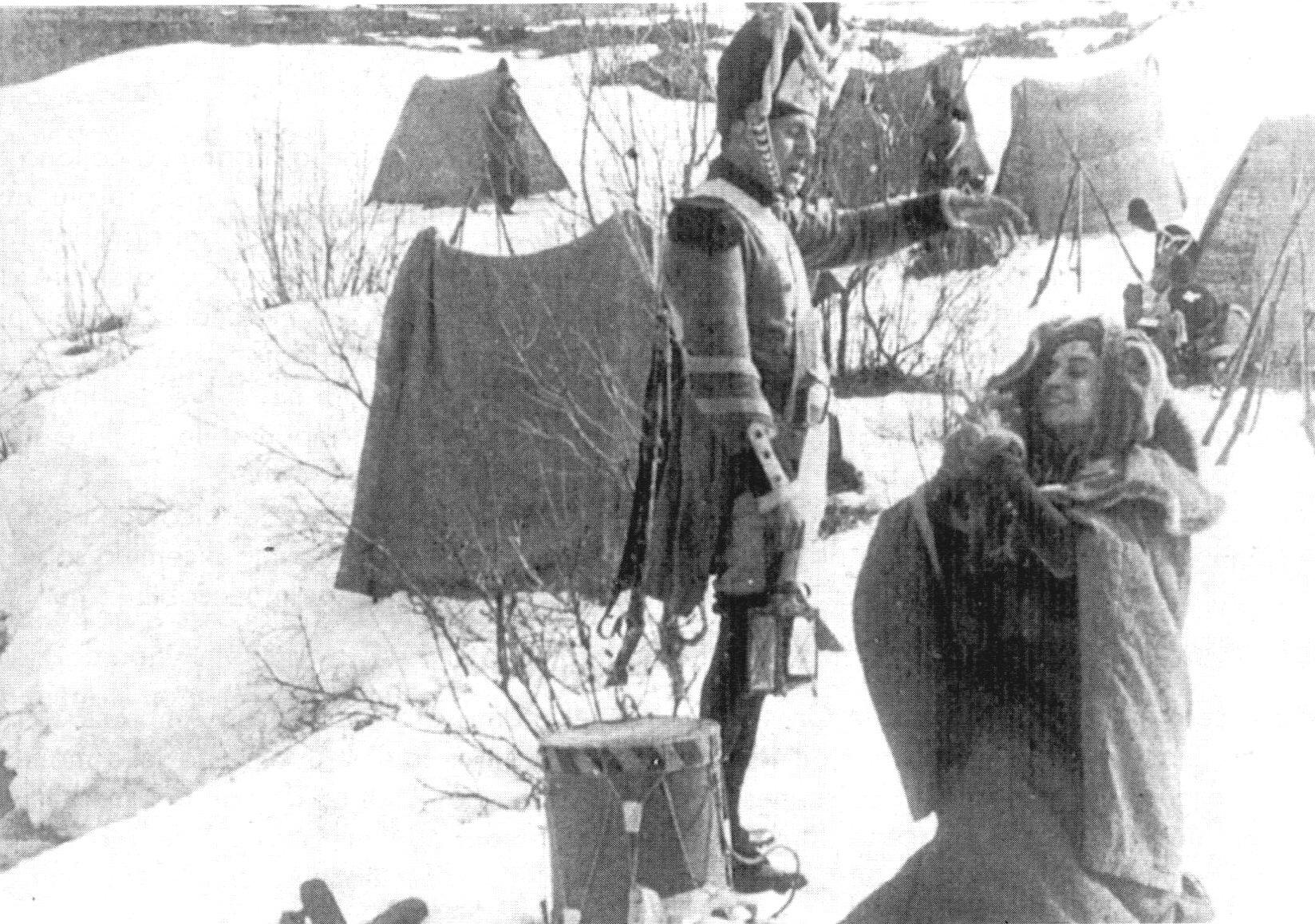
Scena del film in cui compaiono Alberto Capozzi e Mary Cleo Tarlarini

Durante la lavorazione vi furono degli incidenti, tra cui l'incendio dei fondali dipinti. Ciò rese necessario rifare delle scene, ma poiché intanto la neve si era sciolta, si dovette provvedere cospargendo il terreno di piume.

## Accoglienza
Nei commenti del tempo oggi disponibili Il granatiere Roland ottenne giudizi entusiastici. «Poderoso lavoro d'arte - così si espresse La cine - fono - in cui quello che è ammirevole è il modo in cui l'autore ha disposto le singole scene», mentre su La vita cinematografica esso fu definito «un gioiello purissimo da incastonare nella magnifica collana di film che il nome di Ambrosio portarono trionfante in tutto il mondo».
Tuttavia, al di là di elogi pubblicati su periodici italiani a quel tempo molto condizionati dalle case produttrici di cui talora erano l'emanazione, il film della "Ambrosio" riscosse giudizi positivi anche su pubblicazioni di altri Paesi, nei quali esso venne distribuito ancor prima che in Italia. In Francia - il Ciné journal riconobbe nel Granatiere Roland un «capolavoro: non si era mai dato prova di una tale capacità nelle messe in scena», mentre il londinese Bioscope riconobbe che «"Ambrosio" ha realizzato uno dei più drammatici film mai prodotti. di grande qualità. Ogni scena è piena di intenso realismo.».
La "Ambrosio" esportò il film anche negli USA, dove costituì uno dei primi esempi di quella produzione italiana di film storici che poi negli anni successivi sarà in grado di suscitare oltre oceano un favore crescente ed un rilevante ritorno economico.
Anche nei commenti successivi a questo film vengono riconosciuti alcuni meriti. Secondo Francesco Savio «se non fosse per il racconto, improbabile, [sarebbe] una specie di capolavoro naīf», mentre lo storico francese Georges Sadoul ha posto in evidenza la qualità eccezionale della fotografia curata da Giovanni Vitrotti nelle riprese degli esterni realizzate negli ambienti innevati.
Del film sono sopravvissute due copie conservate una in Italia presso l'archivio AIRSC e l'altra in una cineteca britannica